# Diemersteiner Wald
Der Diemersteiner Wald ist ein Teil des Pfälzerwalds in Rheinland-Pfalz. Er hat eine Fläche von etwa 50 km².

## Geographie

### Lage und Grenzen
Der Diemersteiner Wald liegt im Nordteil des Pfälzerwalds, der auch Unterer Pfälzerwald genannt wird. Er erstreckt sich nördlich des Weilers Diemerstein, der zur Gemeinde Frankenstein (Verbandsgemeinde Enkenbach-Alsenborn, Landkreis Kaiserslautern) gehört. Laut Gliederung des Pfälzerwaldes wird das Waldgebiet jedoch oft auch zum Mittleren Pfälzerwald gezählt, so dass er wie ein Keil in den nördlichen Teilbereich des Mittelgebirges hineinragen würde. Durch den Nordteil verläuft auf knapp 10 km die Autobahn 6 (Saarbrücken–Mannheim), die für diesen Streckenabschnitt dort mit 403 m ü. NHN ihren höchsten Punkt erreicht. 
Ungefähr begrenzt wird das Waldgebiet im Süden durch die Bundesstraße 37 (Kaiserslautern–Bad Dürkheim), im Westen durch die Bundesstraße 48 (Rockenhausen–Annweiler) und im Norden durch die Landesstraße 395, die Enkenbach-Alsenborn mit Grünstadt verbindet. Im Osten bei Carlsberg besitzt der Diemersteiner Wald keine sichtbare Grenze zu anderen Teilen des Pfälzerwalds. Siedlungsmäßige Eckpunkte des Diemersteiner Walds sind Hochspeyer im Südwesten, Enkenbach-Alsenborn im Nordwesten und Carlsberg im Nordosten.

### Erhebungen und Gewässer
Die Höhenlage bewegt sich meist zwischen 300 und gut 450 m. Zu den bedeutendsten Erhebungen zählen der Kieskautberg (460,6 m), das Krumme Eck (449,3 m), die Hohe Bühl (443,6 m) – an der sowohl der Eisbach (Nordflanke) als auch die Isenach (Südflanke) entspringen – und der Schafkopf  (439,6 m).
Vom Krummen Eck im Westen über die Hohe Bühl im Norden und den Kieskautberg im Osten verläuft die Wasserscheide zwischen Eisbach und Eckbach als nördlichem sowie Isenach und Speyerbach mit Hochspeyerbach als südlichem Entwässerungssystem. Am Nordrand des Diemersteiner Waldes entspringt die Alsenz. Außerdem liegt die Quelle des Glasbachs, eines linken Nebenflusses des Hochspeyerbachs, ebenfalls im Diemersteiner Wald.

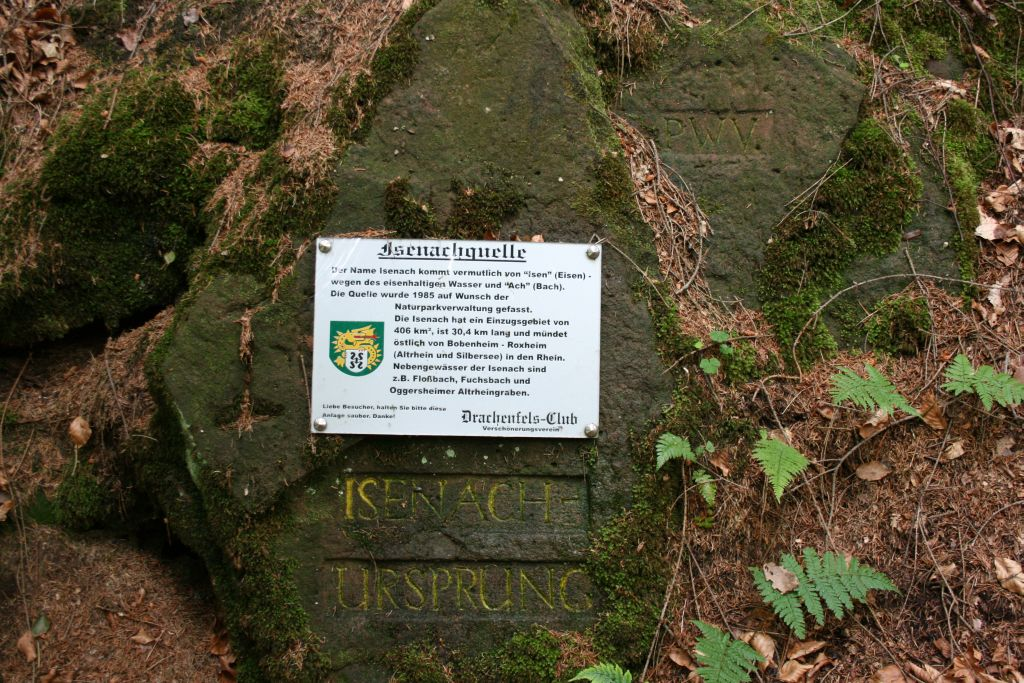
Ritterstein 277 „Isenachquelle“
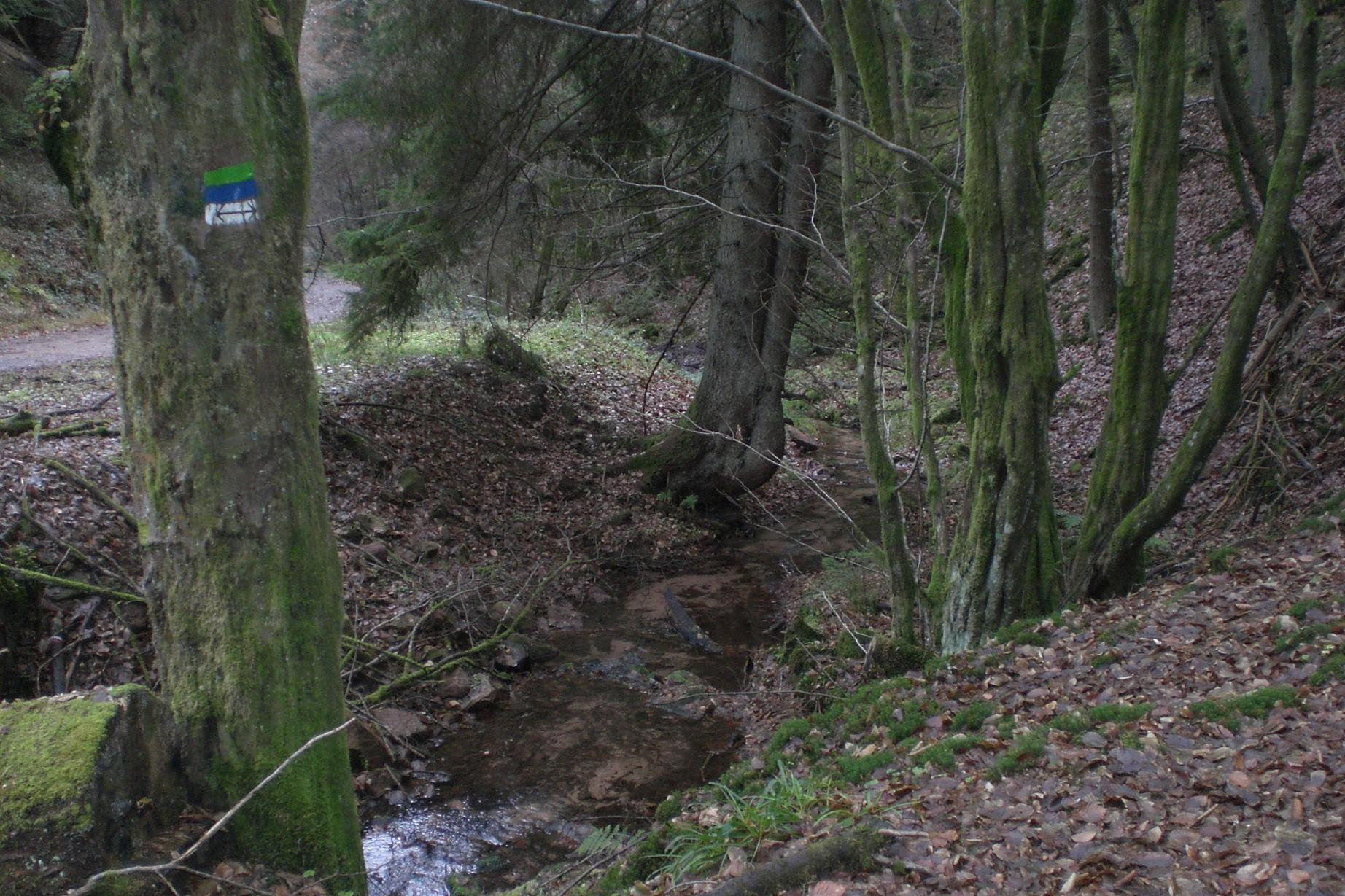
Glasbach
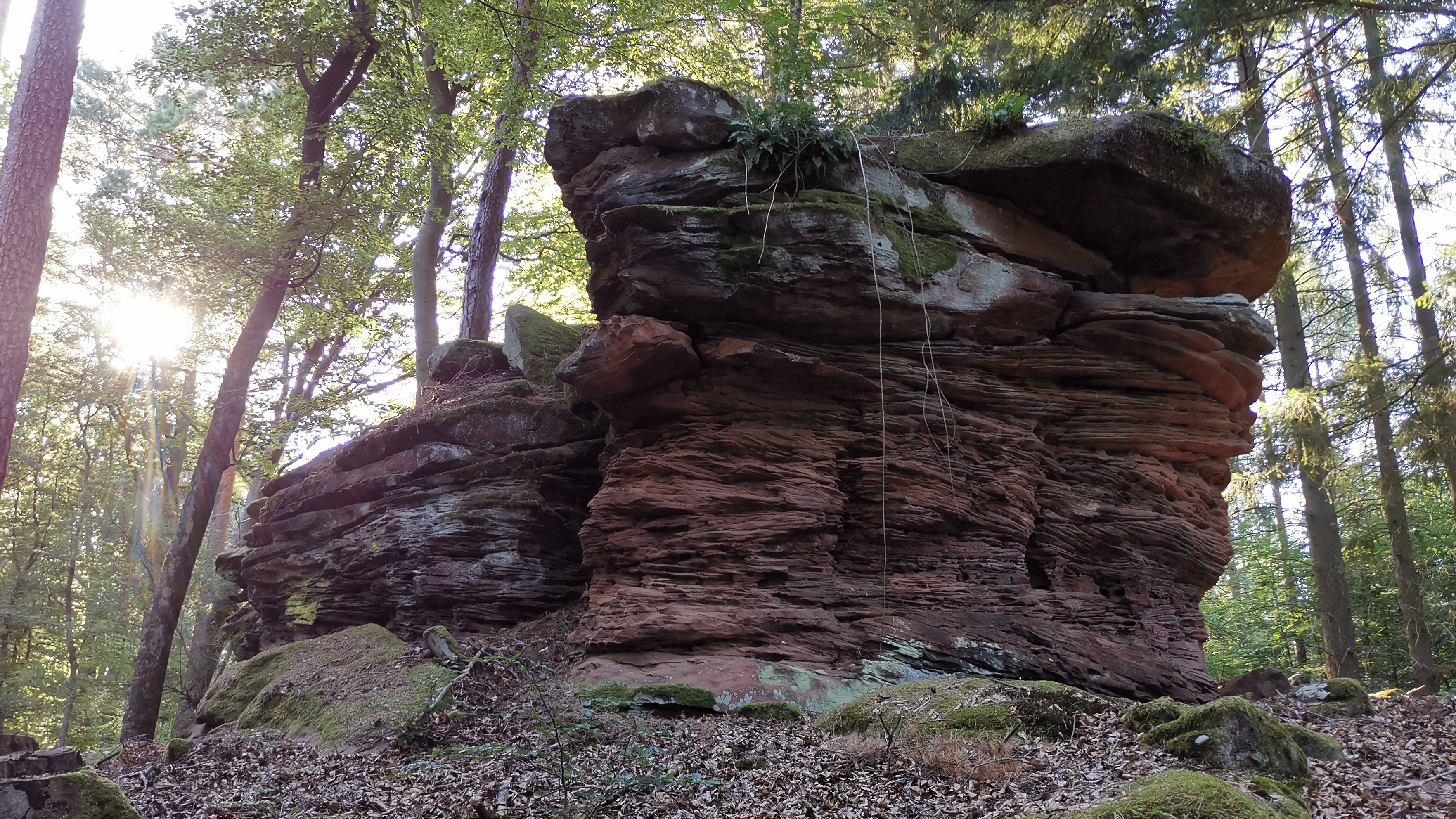
Maiblumenfels

## Natur
Der Maiblumenfels bei Frankenstein ist ein markanter Sandsteinfels, der als Naturdenkmal 7335-205 eingestuft ist.

## Geschichte
Oberhalb des Weilers Diemerstein liegt in einer Höhe von 280 m die Ruine der gleichnamigen Burg, die 1216 erstmals urkundlich erwähnt wurde. 1521, während der Reformationszeit, wurde dort der Humanist Ulrich von Hutten beherbergt. Der heutige Diemersteiner Wald ist in großen Teilen mit dem Waldbesitz der ehemaligen Burgherren identisch und hat seinen Namen davon. Der Westrand wurde 1870 durch die Alsenztalbahn erschlossen, die in diesem Bereich den Altenhof-Tunnel passiert.